# Глибоч
Гли́боч — село в Україні, у Самбірському районі Львівської області. Населення становить 7 осіб (2021). Орган місцевого самоврядування — Ралівська сільська рада.

## Географія
Через південно-східну околицю села тече струмок Глибочі.